# Средњоаустралијска низија
Средњоаустралијска низија (енгл. Central Lowlands) је простор између Западноаустралијске висоравни на западу и Великих разводних планина на истоку. На северу је оивичена Арафурским морем и на југу Индијскимокеаном. Састоји се од три тектонски спуштена басена за време мезозоика, која су испуњена језерско-речним седиментима и глином. Њихова моћност прелази 1.000-3.000 метара, а богате су и великим залихама подземне воде.

## Одлике
Најнижа тачка је —12 метара код Ејровог језера, а највиша око 500 метара. Клима ових простора је различита. На северу је тропска, у средишту и на југу степска, а на ободу пустињска. На северу расту шуме мангрова, док су у долини река Мареј и Дарлинг велики обрадиве површине под културама. У централном делу се на простору 20% површине Аустралије налазе велике подземне залихе артешке воде.

## Подела
Средњоаустралијска низија састоји се из три морфолошки посебна басена, која обухватају територије савезних дражава Квинсленд, Викторија, Нови Јужни Велс, Јужна Аустралија и Северна територија:
- Карпентеријски залив (на северу)
- Велики артешки басен или Велики аустралијски басен (у централном делу)
- Басен Мари—Дарлинг (на југу)